# 象山 (九龍)
象山（英語：Cheung Shan）是香港九龍的一座山峰，高程點海拔585米，屬於東九龍飛鵝山山系。
象山屬於馬鞍山郊野公園範圍，環繞象山與東山、飛鵝山一樣被飛鵝山道及扎山道以圈套式包圍。身處九龍絕大部分地區雖然能夠看見飛鵝山系整座向西山坡輪廓及其山頂，而且象山山頂剛好位處黃大仙區與西貢區區議會分界之分水嶺位置，但原來該高程點卻處於分界線以東之西貢區地域範圍。
象山之西為扎山道（可眺望慈雲山），南、北分別與飛鵝山及東山相聯而成為飛鵝山山系，東邊被飛鵝山道西貢區部份包圍，於此路可前往百花林墳場（孫中山之母楊氏葬寢所在）及附近之西貢古道。